# Eliminatórias da Copa do Mundo FIFA de 2018 - América do Sul
A zona sul-americana das eliminatórias para a Copa do Mundo FIFA de 2018 foi disputada pelas dez seleções afiliadas a Confederação Sul-Americana de Futebol (CONMEBOL) competindo por 4 vagas diretas, mais uma vaga na repescagem.

## Formato
A estrutura da qualificação foi a mesma das cinco edições anteriores. As dez equipes jogaram partidas entre si de ida e volta, em casa e fora. As quatro melhores equipes se classificaram para a Copa do Mundo FIFA de 2018, e o quinto colocado avançou para a repescagem intercontinental.
Ao contrário das edições anteriores, onde as partidas foram previamente determinadas, as partidas dessa edição das eliminatórias foram definidas através de sorteio. No dia anterior ao sorteio, a FIFA definiu que Brasil e Argentina se enfrentariam na terceira rodada, em Buenos Aires, e na décima primeira rodada essas equipes voltariam a se enfrentar, dessa vez em solo brasileiro. Ficou definido também que nenhuma outra seleção enfrentaria Brasil e Argentina em uma das rodadas duplas, pois cada convocação serve para duas partidas, que acontecem em sequência, dentro do mesmo intervalo reservado para partidas oficiais. O sorteio foi realizado em 25 de julho de 2015, no Konstantinovsky Palace em São Petersburgo, na Rússia.

## Participantes
As dez equipes filiadas a CONMEBOL participaram das eliminatórias.
| - Argentina - Bolívia - Brasil - Chile - Colômbia | - Equador - Paraguai - Peru - Uruguai - Venezuela |

## Classificação
|  | Equipes qualificadas para a Copa do Mundo de 2018 |
|  | Equipe qualificada para a repescagem              |
|  | Equipes eliminadas                                |

| Pos | Equipe    | Pts | J  | V  | E | D  | GP | GC | SG  | Classificado                |  | BRA | URU | ARG | COL | PER    | CHI | PAR | ECU | BOL    | VEN |
| --- | --------- | --- | -- | -- | - | -- | -- | -- | --- | --------------------------- |  | --- | --- | --- | --- | ------ | --- | --- | --- | ------ | --- |
| 1   | Brasil    | 41  | 18 | 12 | 5 | 1  | 41 | 11 | +30 | Copa do Mundo de 2018       |  | —   | 2–2 | 3–0 | 2–1 | 3–0    | 3–0 | 3–0 | 2–0 | 5–0    | 3–1 |
| 2   | Uruguai   | 31  | 18 | 9  | 4 | 5  | 32 | 20 | +12 | Copa do Mundo de 2018       |  | 1–4 | —   | 0–0 | 3–0 | 1–0    | 3–0 | 4–0 | 2–1 | 4–2    | 3–0 |
| 3   | Argentina | 28  | 18 | 7  | 7 | 4  | 19 | 16 | +3  | Copa do Mundo de 2018       |  | 1–1 | 1–0 | —   | 3–0 | 0–0    | 1–0 | 0–1 | 0–2 | 2–0    | 1–1 |
| 4   | Colômbia  | 27  | 18 | 7  | 6 | 5  | 21 | 19 | +2  | Copa do Mundo de 2018       |  | 1–1 | 2–2 | 0–1 | —   | 2–0    | 0–0 | 1–2 | 3–1 | 1–0    | 2–0 |
| 5   | Peru      | 26  | 18 | 7  | 5 | 6  | 27 | 26 | +1  | Repescagem intercontinental |  | 0–2 | 2–1 | 2–2 | 1–1 | —      | 3–4 | 1–0 | 2–1 | 2–1    | 2–2 |
| 6   | Chile     | 26  | 18 | 8  | 2 | 8  | 26 | 27 | −1  | Eliminados                  |  | 2–0 | 3–1 | 1–2 | 1–1 | 2–1    | —   | 0–3 | 2–1 | 3–0[a] | 3–1 |
| 7   | Paraguai  | 24  | 18 | 7  | 3 | 8  | 19 | 25 | −6  | Eliminados                  |  | 2–2 | 1–2 | 0–0 | 0–1 | 1–4    | 2–1 | —   | 2–1 | 2–1    | 0–1 |
| 8   | Equador   | 20  | 18 | 6  | 2 | 10 | 26 | 29 | −3  | Eliminados                  |  | 0–3 | 2–1 | 1–3 | 0–2 | 1–2    | 3–0 | 2–2 | —   | 2–0    | 3–0 |
| 9   | Bolívia   | 14  | 18 | 4  | 2 | 12 | 16 | 38 | −22 | Eliminados                  |  | 0–0 | 0–2 | 2–0 | 2–3 | 0–3[a] | 1–0 | 1–0 | 2–2 | —      | 4–2 |
| 10  | Venezuela | 12  | 18 | 2  | 6 | 10 | 19 | 35 | −16 | Eliminados                  |  | 0–2 | 0–0 | 2–2 | 0–0 | 2–2    | 1–4 | 0–1 | 1–3 | 5–0    | —   |

## Resultados

### Primeira rodada
| 8 de outubro de 2015 | Bolívia | 0 – 2         | Uruguai                 | Estádio Hernando Siles, La Paz                |
| 16:00 (UTC−4)        |         | FIFA CONMEBOL | Cáceres 10' · Godín 70' | Público: 26 000 Árbitro: ARG Patricio Loustau |

| Bolívia | Uruguai |

| 8 de outubro de 2015 | Colômbia                      | 2 – 0         | Peru | Estádio Metropolitano, Barranquilla        |
| 15:30 (UTC−5)        | Gutiérrez 35' · Cardona 90+4' | FIFA CONMEBOL |      | Público: 44 000 Árbitro: PAR Antonio Arias |

| Colômbia | Peru |

| 8 de outubro de 2015 | Venezuela | 0 – 1         | Paraguai     | Polideportivo Cachamay, Ciudad Guayana     |
| 16:30 (UTC−4:30)     |           | FIFA CONMEBOL | González 85' | Público: 36 618 Árbitro: COL José Buitrago |

| Venezuela | Paraguai |

| 8 de outubro de 2015 | Chile                    | 2 – 0         | Brasil | Estádio Nacional de Chile, Santiago         |
| 20:30 (UTC−3)        | Vargas 70' · Sánchez 89' | FIFA CONMEBOL |        | Público: 42 000 Árbitro: ECU Roddy Zambrano |

| Chile | Brasil |

| 8 de outubro de 2015 | Argentina | 0 – 2         | Equador                 | Estádio Monumental de Núñez, Buenos Aires   |
| 21:00 (UTC−3)        |           | FIFA CONMEBOL | Erazo 80' · Caicedo 82' | Público: 30 000 Árbitro: CHI Julio Bascuñán |

| Argentina | Equador |

### Segunda rodada
| 13 de outubro de 2015 | Equador                     | 2 – 0         | Bolívia | Estádio Olímpico Atahualpa, Quito         |
| 16:00 (UTC−5)         | Bolaños 80' · Caicedo 90+4' | FIFA CONMEBOL |         | Público: 27 333 Árbitro: BRA Sandro Ricci |

| Equador | Bolívia |

| 13 de outubro de 2015 | Uruguai                               | 3 – 0         | Colômbia | Estádio Centenario, Montevidéu           |
| 20:00 (UTC−3)         | Godín 34' · Rolán 50' · Hernández 87' | FIFA CONMEBOL |          | Público: 40 000 Árbitro: BRA Héber Lopes |

| Uruguai | Colômbia |

| 13 de outubro de 2015 | Paraguai | 0 – 0         | Argentina | Estádio Defensores del Chaco, Assunção    |
| 21:00 (UTC−4)         |          | FIFA CONMEBOL |           | Público: 20 889 Árbitro: URU Andrés Cunha |

| Paraguai | Argentina |

| 13 de outubro de 2015 | Brasil                                 | 3 – 1         | Venezuela  | Arena Castelão, Fortaleza                  |
| 22:00 (UTC−3)         | Willian 1', 42' · Ricardo Oliveira 74' | FIFA CONMEBOL | Santos 64' | Público: 38 970 Árbitro: URU Darío Ubríaco |

| Brasil | Venezuela |

| 13 de outubro de 2015 | Peru                                   | 3 – 4         | Chile                             | Estádio Nacional, Lima                     |
| 21:15 (UTC−5)         | Farfán 10', 35' (pen) · Guerrero 90+2' | FIFA CONMEBOL | Sánchez 7', 44' · Vargas 41', 49' | Público: 36 180 Árbitro: ARG Néstor Pitana |

| Peru | Chile |

### Terceira rodada
| 12 de novembro de 2015 | Bolívia                                         | 4 – 2         | Venezuela               | Estádio Hernando Siles, La Paz               |
| 16:00 (UTC−4)          | Ramallo 15', 45' · Arce 22' (pen) · Cardozo 48' | FIFA CONMEBOL | Rondón 31' · Blanco 54' | Público: 20 923 Árbitro: PER Víctor Carrillo |

| Bolívia | Venezuela |

| 12 de novembro de 2015 | Equador                    | 2 – 1         | Uruguai    | Estádio Olímpico Atahualpa, Quito            |
| 16:00 (UTC−5)          | Caicedo 22' · Martínez 59' | FIFA CONMEBOL | Cavani 49' | Público: 32 650 Árbitro: BRA Ricardo Marques |

| Equador | Uruguai |

| 12 de novembro de 2015 | Chile     | 1 – 1         | Colômbia      | Estádio Nacional de Chile, Santiago          |
| 20:30 (UTC−3)          | Vidal 45' | FIFA CONMEBOL | Rodríguez 67' | Público: 45 316 Árbitro: PAR Enrique Cáceres |

| Chile | Colômbia |

| 13 de novembro de 2015[b] | Argentina   | 1 – 1         | Brasil         | Estádio Monumental de Núñez, Buenos Aires  |
| 21:00 (UTC−3)             | Lavezzi 33' | FIFA CONMEBOL | Lucas Lima 59' | Público: 53 000 Árbitro: PAR Antonio Arias |

| Argentina | Brasil |

| 13 de novembro de 2015 | Peru       | 1 – 0         | Paraguai | Estádio Nacional, Lima                      |
| 21:15 (UTC−3)          | Farfán 19' | FIFA CONMEBOL |          | Público: 26 000 Árbitro: CHI Julio Bascuñán |

| Peru | Paraguai |

### Quarta rodada
| 17 de novembro de 2015 | Colômbia | 0 – 1         | Argentina  | Estádio Metropolitano, Barranquilla      |
| 15:30 (UTC−5)          |          | FIFA CONMEBOL | Biglia 20' | Público: 46 000 Árbitro: ECU Carlos Vera |

| Colômbia | Argentina |

| 17 de novembro de 2015 | Venezuela    | 1 – 3         | Equador                                  | Polideportivo Cachamay, Ciudad Guayana   |
| 16:30 (UTC−4:30)       | Martínez 84' | FIFA CONMEBOL | Martínez 14' · Montero 22' · Caicedo 60' | Público: 41 659 Árbitro: BOL Gery Vargas |

| Venezuela | Equador |

| 17 de novembro de 2015 | Paraguai                  | 2 – 1         | Bolívia | Estádio Defensores del Chaco, Assunção   |
| 20:00 (UTC−3)          | Lezcano 62' · Barrios 65' | FIFA CONMEBOL | Duk 59' | Público: 15 850 Árbitro: VEN José Argote |

| Paraguai | Bolívia |

| 17 de novembro de 2015 | Uruguai                                  | 3 – 0         | Chile | Estádio Centenario, Montevidéu             |
| 20:00 (UTC−3)          | Godín 22' · Á. Pereira 61' · Cáceres 64' | FIFA CONMEBOL |       | Público: 58 000 Árbitro: COL Wilmar Roldán |

| Uruguai | Chile |

| 17 de novembro de 2015 | Brasil                                                   | 3 – 0         | Peru | Arena Fonte Nova, Salvador                 |
| 21:00 (UTC−3)          | Douglas Costa 22' · Renato Augusto 57' · Filipe Luís 77' | FIFA CONMEBOL |      | Público: 45 000 Árbitro: COL José Buitrago |

| Brasil | Peru |

### Quinta rodada
| 24 de março de 2016 | Bolívia                        | 2 – 3         | Colômbia                                 | Estádio Hernando Siles, La Paz              |
| 16:00 (UTC−4)       | Arce 50' (pen) · Chumacero 62' | FIFA CONMEBOL | Rodríguez 9' · Bacca 40' · Cardona 90+1' | Público: 16 765 Árbitro: BRA Wilton Sampaio |

| Bolívia | Colômbia |

| 24 de março de 2016 | Equador                   | 2 – 2         | Paraguai         | Estádio Olímpico Atahualpa, Quito             |
| 16:00 (UTC−5)       | Valencia 20' · Mena 90+1' | FIFA CONMEBOL | Lezcano 38', 59' | Público: 34 817 Árbitro: URU Daniel Fedorczuk |

| Equador | Paraguai |

| 24 de março de 2016 | Chile         | 1 – 2         | Argentina                  | Estádio Nacional de Chile, Santiago      |
| 20:30 (UTC−3)       | Gutiérrez 10' | FIFA CONMEBOL | Di María 19' · Mercado 25' | Público: 44 536 Árbitro: BRA Héber Lopes |

| Chile | Argentina |

| 24 de março de 2016 | Peru                         | 2 – 2         | Venezuela                        | Estádio Nacional, Lima                       |
| 21:15 (UTC−5)       | Guerrero 60' · Ruidíaz 90+3' | FIFA CONMEBOL | Otero 32' (pen) · Villanueva 56' | Público: 35 459 Árbitro: PAR Enrique Cáceres |

| Peru | Venezuela |

| 25 de março de 2016 | Brasil                                | 2 – 2         | Uruguai                 | Arena Pernambuco, São Lourenço da Mata     |
| 21:45 (UTC−3)       | Douglas Costa 1' · Renato Augusto 26' | FIFA CONMEBOL | Cavani 31' · Suárez 48' | Público: 45 010 Árbitro: ARG Néstor Pitana |

| Brasil | Uruguai |

### Sexta rodada
| 29 de março de 2016 | Colômbia                  | 3 – 1         | Equador    | Estádio Metropolitano, Barranquilla        |
| 15:30 (UTC−5)       | Bacca 7', 66' · Pérez 48' | FIFA CONMEBOL | Arroyo 90' | Público: 38 400 Árbitro: CHI Enrique Osses |

| Colômbia | Equador |

| 29 de março de 2016 | Uruguai    | 1 – 0         | Peru | Estádio Centenario, Montevidéu              |
| 20:00 (UTC−3)       | Cavani 52' | FIFA CONMEBOL |      | Público: 55 000 Árbitro: ECU Roddy Zambrano |

| Uruguai | Peru |

| 29 de março de 2016 | Venezuela | 1 – 4         | Chile                               | Estádio Agustín Tovar, Barinas          |
| 19:00 (UTC−4:30)    | Otero 9'  | FIFA CONMEBOL | Pinilla 33', 54' · Vidal 71', 90+1' | Público: 24 101 Árbitro: PER Diego Haro |

| Venezuela | Chile |

| 29 de março de 2016 | Argentina                     | 2 – 0         | Bolívia | Estádio Mario Alberto Kempes, Córdoba         |
| 20:30 (UTC−3)       | Mercado 19' · Messi 29' (pen) | FIFA CONMEBOL |         | Público: 53 000 Árbitro: VEN Jesús Valenzuela |

| Argentina | Bolívia |

| 29 de março de 2016 | Paraguai                     | 2 – 2         | Brasil                                    | Estádio Defensores del Chaco, Assunção     |
| 20:45 (UTC−3)       | Lezcano 40' · E. Benítez 48' | FIFA CONMEBOL | Ricardo Oliveira 78' · Daniel Alves 90+2' | Público: 24 457 Árbitro: COL Wilmar Roldán |

| Paraguai | Brasil |

### Sétima rodada
| 1 de setembro de 2016 | Bolívia                  | 0 – 3[a]      | Peru | Estádio Hernando Siles, La Paz           |
| 16:00 (UTC−4)         | Escobar 37' · Raldes 87' | FIFA CONMEBOL |      | Público: 25 765 Árbitro: VEN José Argote |

| Bolívia | Peru |

| 1 de setembro de 2016 | Colômbia                     | 2 – 0         | Venezuela | Estádio Metropolitano, Barranquilla           |
| 15:30 (UTC−5)         | Rodríguez 45+1' · Torres 80' | FIFA CONMEBOL |           | Público: 37 099 Árbitro: URU Daniel Fedorczuk |

| Colômbia | Venezuela |

| 1 de setembro de 2016 | Equador | 0 – 3         | Brasil                                      | Estádio Olímpico Atahualpa, Quito            |
| 16:00 (UTC−5)         |         | FIFA CONMEBOL | Neymar 72' (pen) · Gabriel Jesus 87', 90+2' | Público: 34 887 Árbitro: PAR Enrique Cáceres |

| Equador | Brasil |

| 1 de setembro de 2016 | Argentina | 1 – 0         | Uruguai | Estádio Malvinas Argentinas, Mendoza        |
| 20:30 (UTC−3)         | Messi 42' | FIFA CONMEBOL |         | Público: 34 597 Árbitro: CHI Julio Bascuñán |

| Argentina | Uruguai |

| 1 de setembro de 2016 | Paraguai                   | 2 – 1         | Chile     | Estádio Defensores del Chaco, Assunção     |
| 20:00 (UTC−4)         | Ó. Romero 6' · da Silva 9' | FIFA CONMEBOL | Vidal 36' | Público: 25 000 Árbitro: ARG Néstor Pitana |

| Paraguai | Chile |

### Oitava rodada
| 6 de setembro de 2016 | Uruguai                                            | 4 – 0         | Paraguai | Estádio Centenario, Montevidéu              |
| 20:00 (UTC−3)         | Cavani 17', 53' · Rodríguez 41' · Suárez 45' (pen) | FIFA CONMEBOL |          | Público: 32 400 Árbitro: BRA Wilton Sampaio |

| Uruguai | Paraguai |

| 6 de setembro de 2016 | Venezuela                 | 2 – 2         | Argentina                 | Estádio Metropolitano de Mérida, Mérida     |
| 19:30 (UTC−4)         | Juanpi 34' · Martínez 53' | FIFA CONMEBOL | Pratto 57' · Otamendi 82' | Público: 42 000 Árbitro: ECU Roddy Zambrano |

| Venezuela | Argentina |

| 6 de setembro de 2016 | Chile | 3 – 0[a]      | Bolívia | Estádio Monumental David Arellano, Santiago[c] |
| 20:30 (UTC−4)         |       | FIFA CONMEBOL |         | Público: 30 000 Árbitro: BRA Ricardo Marques   |

| Chile | Bolívia |

| 6 de setembro de 2016 | Brasil                  | 2 – 1         | Colômbia              | Arena da Amazônia, Manaus                     |
| 20:45 (UTC−4)         | Miranda 2' · Neymar 74' | FIFA CONMEBOL | Marquinhos 37' (g.c.) | Público: 36 601 Árbitro: ARG Patricio Loustau |

| Brasil | Colômbia |

| 6 de setembro de 2016 | Peru                        | 2 – 1         | Equador      | Estádio Nacional, Lima                     |
| 21:15 (UTC−5)         | Cueva 19' (pen) · Tapia 78' | FIFA CONMEBOL | Achilier 30' | Público: 20 000 Árbitro: COL Wilmar Roldán |

| Peru | Equador |

### Nona rodada
| 6 de outubro de 2016 | Equador                                     | 3 – 0         | Chile | Estádio Olímpico Atahualpa, Quito           |
| 16:00 (UTC−5)        | A. Valencia 19' · Ramírez 23' · Caicedo 47' | FIFA CONMEBOL |       | Público: 30 000 Árbitro: ARG Mauro Vigliano |

| Equador | Chile |

| 6 de outubro de 2016 | Uruguai                       | 3 – 0         | Venezuela | Estádio Centenario, Montevidéu           |
| 20:00 (UTC−3)        | Lodeiro 29' · Cavani 46', 78' | FIFA CONMEBOL |           | Público: 44 880 Árbitro: BOL Raúl Orosco |

| Uruguai | Venezuela |

| 6 de outubro de 2016 | Paraguai | 0 – 1         | Colômbia      | Estádio Defensores del Chaco, Assunção      |
| 20:30 (UTC−4)        |          | FIFA CONMEBOL | Cardona 90+2' | Público: 33 000 Árbitro: CHI Julio Bascuñán |

| Paraguai | Colômbia |

| 6 de outubro de 2016 | Brasil                                                                                 | 5 – 0         | Bolívia | Arena das Dunas, Natal                        |
| 21:45 (UTC−3)        | Neymar 10' · Philippe Coutinho 25' · Filipe Luís 38' · Gabriel Jesus 43' · Firmino 75' | FIFA CONMEBOL |         | Público: 30 013 Árbitro: COL Wilson Lamouroux |

| Brasil | Bolívia |

| 6 de outubro de 2016 | Peru                           | 2 – 2         | Argentina                    | Estádio Nacional, Lima                    |
| 21:15 (UTC−5)        | Guerrero 57' · Cueva 83' (pen) | FIFA CONMEBOL | Funes Mori 15' · Higuaín 77' | Público: 38 700 Árbitro: BRA Sandro Ricci |

| Peru | Argentina |

### Décima rodada
| 11 de outubro de 2016 | Bolívia         | 2 – 2         | Equador              | Estádio Hernando Siles, La Paz                   |
| 16:00 (UTC−4)         | Escobar 3', 43' | FIFA CONMEBOL | E. Valencia 47', 88' | Público: 18 033 Árbitro: PAR Mario Díaz de Vivar |

| Bolívia | Equador |

| 11 de outubro de 2016 | Colômbia               | 2 – 2         | Uruguai                    | Estádio Metropolitano, Barranquilla        |
| 15:30 (UTC−5)         | Aguilar 16' · Mina 85' | FIFA CONMEBOL | Rodríguez 27' · Suárez 73' | Público: 47 000 Árbitro: ARG Néstor Pitana |

| Colômbia | Uruguai |

| 11 de outubro de 2016 | Argentina | 0 – 1         | Paraguai     | Estádio Mario Alberto Kempes, Córdova         |
| 20:30 (UTC−3)         |           | FIFA CONMEBOL | González 17' | Público: 51 200 Árbitro: URU Daniel Fedorczuk |

| Argentina | Paraguai |

| 11 de outubro de 2016 | Chile         | 2 – 1         | Peru       | Estádio Nacional, Santiago                  |
| 20:30 (UTC−3)         | Vidal 9', 85' | FIFA CONMEBOL | Flores 75' | Público: 30 662 Árbitro: ECU Roddy Zambrano |

| Chile | Peru |

| 11 de outubro de 2016 | Venezuela | 0 – 2         | Brasil                         | Estádio Metropolitano de Mérida, Mérida      |
| 20:30 (UTC−4)         |           | FIFA CONMEBOL | Gabriel Jesus 7' · Willian 53' | Público: 42 700 Árbitro: PER Víctor Carrillo |

| Venezuela | Brasil |

### Décima primeira rodada
| 10 de novembro de 2016 | Colômbia | 0 – 0         | Chile | Estádio Metropolitano, Barranquilla         |
| 15:30 (UTC−5)          |          | FIFA CONMEBOL |       | Público: 45 916 Árbitro: BRA Wilton Sampaio |

| Colômbia | Chile |

| 10 de novembro de 2016 | Uruguai                  | 2 – 1         | Equador     | Estádio Centenario, Montevidéu               |
| 20:00 (UTC−3)          | Coates 12' · Rolán 45+1' | FIFA CONMEBOL | Caicedo 44' | Público: 54 868 Árbitro: PER Víctor Carrillo |

| Uruguai | Equador |

| 10 de novembro de 2016 | Paraguai    | 1 – 4         | Peru                                                    | Estádio Defensores del Chaco, Assunção        |
| 20:30 (UTC−3)          | Riveros 10' | FIFA CONMEBOL | Ramos 49' · Flores 71' · Cueva 79' · Benítez 84' (g.c.) | Público: 36 000 Árbitro: ARG Patricio Loustau |

| Paraguai | Peru |

| 10 de novembro de 2016 | Venezuela                                       | 5 – 0         | Bolívia | Estádio Monumental de Maturín, Maturín    |
| 19:30 (UTC−4)          | Kouffaty 2' · Martínez 10', 67' 69' · Otero 74' | FIFA CONMEBOL |         | Público: 49 750 Árbitro: URU Andrés Cunha |

| Venezuela | Bolívia |

| 10 de novembro de 2016 | Brasil                                              | 3 – 0         | Argentina | Estádio Mineirão, Belo Horizonte            |
| 21:45 (UTC−2)          | Philippe Coutinho 25' · Neymar 45+1' · Paulinho 58' | FIFA CONMEBOL |           | Público: 53 490 Árbitro: CHI Julio Bascuñán |

| Brasil | Argentina |

### Décima segunda rodada
| 15 de novembro de 2016 | Bolívia            | 1 – 0         | Paraguai | Estádio Hernando Siles, La Paz                  |
| 16:00 (UTC−4)          | Martins Moreno 77' | FIFA CONMEBOL |          | Público: 13 285 Árbitro: URU Christian Ferreyra |

| Bolívia | Paraguai |

| 15 de novembro de 2016 | Equador                               | 3 – 0         | Venezuela | Estádio Olímpico Atahualpa, Quito          |
| 16:00 (UTC−5)          | Mina 50' · Bolaños 84' · Valencia 87' | FIFA CONMEBOL |           | Público: 28 000 Árbitro: CHI Roberto Tobar |

| Equador | Venezuela |

| 15 de novembro de 2016 | Argentina                             | 3 – 0         | Colômbia | Estádio del Bicentenario, San Juan          |
| 20:30 (UTC−3)          | Messi 10' · Pratto 22' · Di María 84' | FIFA CONMEBOL |          | Público: 24 000 Árbitro: ECU Roddy Zambrano |

| Argentina | Colômbia |

| 15 de novembro de 2016 | Chile                           | 3 – 1         | Uruguai    | Estádio Nacional, Santiago                   |
| 20:30 (UTC−3)          | Vargas 45+1' · Sánchez 60', 75' | FIFA CONMEBOL | Cavani 16' | Público: 42 011 Árbitro: PAR Enrique Cáceres |

| Chile | Uruguai |

| 15 de novembro de 2016 | Peru | 0 – 2         | Brasil                                 | Estádio Nacional, Lima                     |
| 21:15 (UTC−5)          |      | FIFA CONMEBOL | Gabriel Jesus 57' · Renato Augusto 78' | Público: 38 700 Árbitro: COL Wilmar Roldán |

| Peru | Brasil |

### Décima terceira rodada
| 23 de março de 2017 | Colômbia      | 1 – 0         | Bolívia | Estádio Metropolitano, Barranquilla          |
| 15:30 (UTC−5)       | Rodríguez 83' | FIFA CONMEBOL |         | Público: 39 000 Árbitro: BRA Ricardo Marques |

| Colômbia | Bolívia |

| 23 de março de 2017 | Paraguai                | 2 – 1         | Equador           | Estádio Defensores del Chaco, Assunção   |
| 20:00 (UTC−3)       | Valdez 11' · Alonso 65' | FIFA CONMEBOL | Caicedo 69' (pen) | Público: 16 287 Árbitro: VEN José Argote |

| Paraguai | Ecuador |

| 23 de março de 2017 | Uruguai         | 1 – 4         | Brasil                                | Estádio Centenario, Montevidéu                |
| 20:00 (UTC−3)       | Cavani 9' (pen) | FIFA CONMEBOL | Paulinho 18', 51', 90+2' · Neymar 74' | Público: 55 676 Árbitro: ARG Patricio Loustau |

| Uruguai | Brasil |

| 23 de março de 2017 | Argentina       | 1 – 0         | Chile | Estádio Monumental de Núñez, Buenos Aires |
| 20:30 (UTC−3)       | Messi 15' (pen) | FIFA CONMEBOL |       | Público: 55 000 Árbitro: BRA Sandro Ricci |

| Argentina | Chile |

| 23 de março de 2017 | Venezuela                  | 2 – 2         | Peru                        | Estádio Monumental de Maturín, Maturín       |
| 19:30 (UTC−4)       | Villanueva 23' · Otero 39' | FIFA CONMEBOL | Carrillo 46' · Guerrero 64' | Público: 35 920 Árbitro: PAR Enrique Cáceres |

| Venezuela | Peru |

### Décima quarta rodada
| 28 de março de 2017 | Bolívia                       | 2 – 0         | Argentina | Estádio Hernando Siles, La Paz             |
| 16:00 (UTC−4)       | Arce 31' · Martins Moreno 52' | FIFA CONMEBOL |           | Público: 26 943 Árbitro: COL Wilmar Roldán |

| Bolívia | Argentina |

| 28 de março de 2017 | Equador | 0 – 2         | Colômbia                     | Estádio Olímpico Atahualpa, Quito          |
| 16:00 (UTC−5)       |         | FIFA CONMEBOL | Rodríguez 20' · Cuadrado 34' | Público: 33 538 Árbitro: ARG Néstor Pitana |

| Equador | Colômbia |

| 28 de março de 2017 | Chile                        | 3 – 1         | Venezuela  | Estádio Monumental David Arellano, Santiago[c] |
| 19:00 (UTC−3)       | Sánchez 4' · Paredes 6', 22' | FIFA CONMEBOL | Rondón 62' | Público: 33 136 Árbitro: URU Andrés Cunha      |

| Chile | Venezuela |

| 28 de março de 2017 | Brasil                                           | 3 – 0         | Paraguai | Arena Corinthians, São Paulo                 |
| 21:45 (UTC−3)       | Philippe Coutinho 34' · Neymar 63' · Marcelo 85' | FIFA CONMEBOL |          | Público: 45 000 Árbitro: PER Víctor Carrillo |

| Brasil | Paraguai |

| 28 de março de 2017 | Peru                      | 2 – 1         | Uruguai     | Estádio Nacional, Lima                      |
| 21:15 (UTC−5)       | Guerrero 34' · Flores 62' | FIFA CONMEBOL | Sánchez 30' | Público: 35 200 Árbitro: CHI Julio Bascuñán |

| Peru | Uruguai |

### Décima quinta rodada
| 31 de agosto de 2017 | Venezuela | 0 – 0         | Colômbia | Polideportivo de Pueblo Nuevo, San Cristóbal |
| 17:00 (UTC−4)        |           | FIFA CONMEBOL |          | Público: 38 479 Árbitro: BRA Wilton Sampaio  |

| Venezuela | Colômbia |

| 31 de agosto de 2017 | Chile | 0 – 3         | Paraguai                                     | Estádio Monumental David Arellano, Santiago[c] |
| 19:30 (UTC−3)        |       | FIFA CONMEBOL | Vidal 25' (g.c.) · Cáceres 55' · Ortiz 90+3' | Público: 40 671 Árbitro: ARG Néstor Pitana     |

| Chile | Paraguai |

| 31 de agosto de 2017 | Uruguai | 0 – 0         | Argentina | Estádio Centenario, Montevidéu               |
| 20:00 (UTC−3)        |         | FIFA CONMEBOL |           | Público: 52 614 Árbitro: PER Víctor Carrillo |

| Uruguai | Argentina |

| 31 de agosto de 2017 | Brasil                               | 2 – 0         | Equador | Arena do Grêmio, Porto Alegre                    |
| 21:45 (UTC−3)        | Paulinho 68' · Philippe Coutinho 76' | FIFA CONMEBOL |         | Público: 38 000 Árbitro: PAR Mario Díaz de Vivar |

| Brasil | Equador |

| 31 de agosto de 2017 | Peru                   | 2 – 1         | Bolívia     | Estádio Monumental "U", Lima              |
| 21:15 (UTC−5)        | Flores 55' · Cueva 58' | FIFA CONMEBOL | Álvarez 72' | Público: 50 501 Árbitro: URU Andrés Cunha |

| Peru | Bolívia |

### Décima sexta rodada
| 5 de setembro de 2017 | Bolívia        | 1 – 0         | Chile | Estádio Hernando Siles, La Paz             |
| 16:00 (UTC−4)         | Arce 58' (pen) | FIFA CONMEBOL |       | Público: 31 555 Árbitro: COL Wilmar Roldán |

| Bolívia | Chile |

| 5 de setembro de 2017 | Colômbia   | 1 – 1         | Brasil        | Estádio Metropolitano, Barranquilla           |
| 15:30 (UTC−5)         | Falcao 56' | FIFA CONMEBOL | Willian 45+1' | Público: 46 083 Árbitro: VEN Jesús Valenzuela |

| Colômbia | Brasil |

| 5 de setembro de 2017 | Equador               | 1 – 2         | Peru                     | Estádio Olímpico Atahualpa, Quito            |
| 16:00 (UTC−5)         | E. Valencia 79' (pen) | FIFA CONMEBOL | Flores 71' · Hurtado 75' | Público: 30 000 Árbitro: PAR Enrique Cáceres |

| Equador | Peru |

| 5 de setembro de 2017 | Argentina            | 1 – 1         | Venezuela   | Estádio Monumental de Núñez, Buenos Aires  |
| 20:30 (UTC−3)         | Feltscher 54' (g.c.) | FIFA CONMEBOL | Murillo 51' | Público: 44 776 Árbitro: CHI Roberto Tobar |

| Argentina | Venezuela |

| 5 de setembro de 2017 | Paraguai      | 1 – 2         | Uruguai                         | Estádio Defensores del Chaco, Assunção    |
| 20:00 (UTC−4)         | Á. Romero 87' | FIFA CONMEBOL | Valverde 75' · Gómez 79' (g.c.) | Público: 30 000 Árbitro: BRA Sandro Ricci |

| Paraguai | Uruguai |

### Décima sétima rodada
| 5 de outubro de 2017 | Bolívia | 0 – 0         | Brasil | Estádio Hernando Siles, La Paz                  |
| 16:00 (UTC−4)        |         | FIFA CONMEBOL |        | Público: 34 725 Árbitro: ARG Fernando Rapallini |

| Bolívia | Brasil |

| 5 de outubro de 2017 | Venezuela | 0 – 0         | Uruguai | Polideportivo de Pueblo Nuevo, San Cristóbal  |
| 17:00 (UTC−4)        |           | FIFA CONMEBOL |         | Público: 32 100 Árbitro: BRA Anderson Daronco |

| Venezuela | Uruguai |

| 5 de outubro de 2017 | Argentina | 0 – 0         | Peru | Estádio La Bombonera, Buenos Aires          |
| 20:30 (UTC−3)        |           | FIFA CONMEBOL |      | Público: 47 960 Árbitro: BRA Wilton Sampaio |

| Argentina | Peru |

| 5 de outubro de 2017 | Chile                    | 2 – 1         | Equador    | Estádio Monumental David Arellano, Santiago[c] |
| 20:30 (UTC−3)        | Vargas 21' · Sánchez 85' | FIFA CONMEBOL | Ibarra 83' | Público: 35 000 Árbitro: BRA Sandro Ricci      |

| Chile | Equador |

| 5 de outubro de 2017 | Colômbia   | 1 – 2         | Paraguai                     | Estádio Metropolitano, Barranquilla          |
| 18:30 (UTC−5)        | Falcao 80' | FIFA CONMEBOL | Cardozo 88' · Sanabria 90+2' | Público: 45 000 Árbitro: BRA Ricardo Marques |

| Colômbia | Paraguai |

### Décima oitava rodada
| 10 de outubro de 2017 | Brasil                                  | 3 – 0         | Chile | Allianz Parque, São Paulo                   |
| 20:30 (UTC−3)         | Paulinho 54' · Gabriel Jesus 56', 90+2' | FIFA CONMEBOL |       | Público: 41 008 Árbitro: ECU Roddy Zambrano |

| Brasil | Chile |

| 10 de outubro de 2017 | Equador   | 1 – 3         | Argentina           | Estádio Olímpico Atahualpa, Quito             |
| 18:30 (UTC−5)         | Ibarra 1' | FIFA CONMEBOL | Messi 11', 19', 62' | Público: 29 000 Árbitro: BRA Anderson Daronco |

| Equador | Argentina |

| 10 de outubro de 2017 | Paraguai | 0 – 1         | Venezuela   | Estádio Defensores del Chaco, Assunção      |
| 20:30 (UTC−3)         |          | FIFA CONMEBOL | Herrera 83' | Público: 34 786 Árbitro: BRA Wilton Sampaio |

| Paraguai | Venezuela |

| 10 de outubro de 2017 | Peru              | 1 – 1         | Colômbia      | Estádio Nacional, Lima                    |
| 18:30 (UTC−5)         | Ospina 77' (g.c.) | FIFA CONMEBOL | Rodríguez 55' | Público: 29 637 Árbitro: BRA Sandro Ricci |

| Peru | Colômbia |

| 10 de outubro de 2017 | Uruguai                                    | 4 – 2         | Bolívia                             | Estádio Centenario, Montevidéu               |
| 20:30 (UTC−3)         | Cáceres 39' · Cavani 41' · Suárez 60', 75' | FIFA CONMEBOL | Silva 23' (g.c.) · Godín 79' (g.c.) | Público: 50 000 Árbitro: BRA Ricardo Marques |

| Uruguai | Bolívia |

## Repescagem intercontinental
A equipe classificada em quinto lugar na América do Sul enfrentou a equipe campeã da terceira fase da Oceania em partidas de ida e volta. O vencedor se classificou para a Copa do Mundo de 2018. Em 25 de julho de 2015 um sorteio definiu os emparelhamentos da repescagem entre as confederações, com o representante da Oceania mandando a partida de ida.
| Equipe 1      | Total | Equipe 2 | 1.º jogo | 2.º jogo |
| ------------- | ----- | -------- | -------- | -------- |
| Nova Zelândia | 0–2   | Peru     | 0–0      | 0–2      |

## Punição à seleção boliviana
A FIFA puniu a seleção boliviana pelo fato de ter escalado o jogador Nelson Cabrera de forma irregular. Nascido no Paraguai, seu processo de naturalização não atendeu os requisitos da entidade máxima do futebol, uma vez que só poderia entrar em campo com a seleção principal após viver cinco anos no país que se naturalizou. Cabrera, no entanto, esteve presente em duas partidas das Eliminatórias, três anos depois, após estreia no clube Bolívar em 2013.
Consequentemente, os resultados diante do Peru (vitória por 2–0) e do Chile (0–0) foram anulados, os pontos perdidos e aquelas duas seleções foram declaradas vencedoras das partidas pelo placar de 3–0. Além disso, a federação boliviana foi multada em 12 mil francos suíços pela violação das regras.
A FIFA autorizou os bolivianos a recorrer da punição. No entanto, em 3 de fevereiro de 2017, a entidade negou recurso e manteve a punição.

## Artilharia
| 10 gols (1) - URU Edinson Cavani 7 gols (4) - ARG Lionel Messi - BRA Gabriel Jesus - CHI Alexis Sánchez - ECU Felipe Caicedo 6 gols (4) - BRA Neymar - BRA Paulinho - CHI Arturo Vidal - COL James Rodríguez 5 gols (5) - CHI Eduardo Vargas - ECU Enner Valencia - PER Edison Flores - PER Paolo Guerrero - VEN Josef Martínez 4 gols (7) - BOL Juan Carlos Arce - BRA Philippe Coutinho - BRA Willian - PAR Darío Lezcano - PER Christian Cueva - URU Luis Suárez - VEN Rómulo Otero 3 gols (7) - BOL Pablo Daniel Escobar - BRA Renato Augusto - COL Carlos Bacca - COL Edwin Cardona - PER Jefferson Farfán - URU Diego Godín - URU Martín Cáceres 2 gols (18) - ARG Ángel Di María - ARG Gabriel Mercado - ARG Lucas Pratto - BOL Marcelo Martins Moreno - BOL Rodrigo Ramallo - BRA Douglas Costa | 2 gols (continuação) - BRA Filipe Luís - BRA Ricardo Oliveira - CHI Esteban Paredes - CHI Mauricio Pinilla - COL Radamel Falcao García - ECU Fidel Martínez - ECU Miller Bolaños - ECU Romario Ibarra - PAR Derlis González - URU Cristian Rodríguez - URU Diego Rolán - VEN Mikel Villanueva 1 gol (60) - ARG Ezequiel Lavezzi - ARG Gonzalo Higuaín - ARG Lucas Biglia - ARG Nicolás Otamendi - ARG Ramiro Funes Mori - BOL Alejandro Chumacero - BOL Gilbert Álvarez - BOL Ronald Raldes - BOL Rudy Cardozo - BOL Yasmani Duk - BRA Daniel Alves - BRA Lucas Lima - BRA Marcelo - BRA Miranda - BRA Roberto Firmino - CHI Felipe Gutiérrez - COL Abel Aguilar - COL Juan Cuadrado - COL Macnelly Torres - COL Sebastián Pérez - COL Teófilo Gutiérrez - COL Yerry Mina - ECU Ángel Mena - ECU Antonio Valencia - ECU Arturo Mina - ECU Cristian Ramírez - ECU Frickson Erazo - ECU Gabriel Achilier - ECU Jefferson Montero | 1 gol (continuação) - ECU Michael Arroyo - PAR Ángel Romero - PAR Antonio Sanabria - PAR Bruno Valdez - PAR Cristian Riveros - PAR Édgar Benítez - PAR Junior Alonso - PAR Lucas Barrios - PAR Óscar Cardozo - PAR Óscar Romero - PAR Richard Ortiz - PAR Paulo da Silva - PAR Víctor Cáceres - PER André Carrillo - PER Christian Ramos - PER Paolo Hurtado - PER Raúl Ruidíaz - PER Renato Tapia - URU Abel Hernández - URU Álvaro Pereira - URU Carlos Sánchez - URU Federico Valverde - URU Nicolás Lodeiro - URU Sebastián Coates - VEN Christian Santos - VEN Jacobo Kouffaty - VEN Jhon Murillo - VEN Juanpi - VEN Mario Rondón - VEN Richard Blanco - VEN Salomón Rondón - VEN Yangel Herrera Gols contra (9) - BRA Marquinhos (para a Colômbia) - CHI Arturo Vidal (para o Paraguai) - COL David Ospina (para o Peru) - PAR Édgar Benítez (para o Peru) - PAR Gustavo Gómez (para o Uruguai) - URU Diego Godín (para a Bolívia) - URU Gastón Silva (para a Bolívia) - VEN Rolf Feltscher (para a Argentina) |